# 冷浪潮音乐
冷浪潮（英語：Cold wave music）是一种定义宽泛的音乐流派，出现20世纪70年代末的欧洲，其特点是超然的抒情音调、使用早期电子音乐乐器以及极简主义的方法和风格。它起源于受德国电子乐队发电站影响的后朋克乐队，他们使用价格实惠的便携式合成器，例如科音MS-20。

## 定义
“冷浪潮”是一个定义宽泛的描述词，源自“新浪潮”，最初专指20世纪70年代兴起的朋克和电子音乐风格。该音乐类型的范围在其发展过程中不断演变。
维罗妮卡·瓦西卡创造了“极简浪潮”，目的是将20世纪80年代早期音乐杂志中经常出现的“极简电子”、“新浪潮”和“冷浪潮”等术语联系在一起。

## 相关书籍
- Mercer, Mick. . . Woodstock: The Overlook Press. 1996: 20–23, 25–34.